# Paul Martinius
Paul Martinius (* 13. Januar 1855 in Halle (Saale); † 1. Dezember 1923 in Frankfurt (Oder)) war ein deutscher Landrat.

## Leben
Nach dem Reifezeugnis studierte Paul Martinius Jura an den Universitäten Halle und Tübingen und bestand am 7. November 1877 beim Appellationsgericht Naumburg die Prüfung zum Gerichts-Referendar mit dem Ergebnis „vorschriftsmäßig“, wo er auch die Anstellung zum Gerichtsreferendar erhielt. Drei Jahre später wurde er als Regierungsreferendar bei der Bezirksregierung Erfurt eingeführt und nach zwei Jahren an die Bezirksregierung Bromberg überwiesen. 1883 folgte die Prüfung zum Gerichtsassessor mit dem Ergebnis „ausreichend“ und die Ernennung zum Gerichtsassessor bei der Bezirksregierung Merseburg. Am 7. Nomveber 1886 wurde Martinius an das Landratsamt Hagen überwiesen und am 1. April 1887 mit der kommunalen Verwaltung des Landratsamtes Schwelm beauftragt und noch im gleichen Jahre definitiv zum Landrat des Kreises Schwelm ernannt.
Auf eigenen Wunsch wurde er am 5. Januar 1890 zur Bezirksregierung Marienwerder versetzt und hier zum Regierungsrat ernannt. Hier blieb er bis zur Überweisung an die Bezirksregierung Frankfurt(Oder) am 30. Mai 1896. Wegen Erreichens der Altersgrenze wurde er am 29. Dezember 1919 aus dem Staatsdienst entlassen.
Politisch war er konservativ eingestellt und erklärter Gegner der Fortschrittspartei.

## Ehrungen
- Roter Adlerorden IV. Klasse
- Kronenorden III. Klasse
- Geheimer Regierungsrat